# Liste der Biografien/Konj
Liste der Biografien |
Portal Biografien |
Personensuche
# |
A |
B |
C |
D |
E |
F |
G |
H |
I |
J |
K |
L |
M |
N |
O |
P |
Q |
R |
S |
T |
U |
V |
W |
X |
Y |
Z |
?
 
Ka |
Kb |
Kc |
Kd |
Ke |
Kf |
Kg |
Kh |
Ki |
Kj |
Kl |
Km |
Kn |
Ko |
Kp |
Kr |
Ks |
Kt |
Ku |
Kv |
Kw |
Ky |
Kx |
Kz
 
Koa |
Kob |
Koc |
Kod |
Koe |
Kof |
Kog |
Koh |
Koi |
Koj |
Kok |
Kol |
Kom |
Kon |
Koo |
Kop |
Kor |
Kos |
Kot |
Kou |
Kov |
Kow |
Kox |
Koy |
Koz
 
Kona |
Konc |
Kond |
Kone |
Konf |
Kong |
Konh |
Koni |
Konj |
Konk |
Konl |
Konm |
Konn |
Kono |
Konp |
Konr |
Kons |
Kont |
Konu |
Konv |
Konw |
Kony |
Konz
Die Liste der Biografien führt alle Personen auf, die in der deutschsprachigen Wikipedia einen Artikel haben. Dieses ist eine Teilliste mit 25 Einträgen von Personen, deren Namen mit den Buchstaben „Konj“ beginnt.

## Konj

### Konja
- Konjagin, Sergei Wladimirowitsch (* 1957), russischer Mathematiker
- Konjajewa, Nadeschda Jefimowna (* 1931), sowjetische Speerwerferin
- Konjakina-Trofimowa, Antonina Alexandrowna (1914–2004), russische Zahnärztin, Widerstandskämpferin und Überlebende des KZ Bergen-Belsen
- Konjanovski, Zoran (* 1967), nordmazedonischer Politiker

### Konje
- Konjer, Chaine (* 2003), deutsche Volleyballspielerin
- Konjer, Zoe (* 2000), deutsche Volleyballspielerin
- Konjetschni, Ludwig (1892–1968), Gastronom
- Konjetzky, Klaus (1943–2019), deutscher Schriftsteller
- Konjetzny, Georg Ernst (1880–1957), deutscher Chirurg und Hochschullehrer
- Konjević, Šerif (* 1958), bosnischer Sänger
- Konjewa, Maryna (* 1987), ukrainische Taekwondoin

### Konji
- Konjičanin, Amar, bosnisch-herzegowinischer Handballschiedsrichter
- Konjičanin, Dino, bosnisch-herzegowinischer Handballschiedsrichter

### Konjo
- Konjonkow, Sergei Timofejewitsch (1874–1971), russisch-sowjetischer Bildhauer und Hochschullehrer
- Konjore, Willem (1945–2021), namibischer Politiker
- Konjović, Petar (1883–1970), serbischer Komponist, Musikpädagoge und -wissenschaftler

### Konju
- Konjuchow, Fjodor Filippowitsch (* 1951), russischer Abenteurer, Reisender, Schriftsteller, Maler und Priester der Ukrainisch-Orthodoxen Kirche Moskauer PatriarchatsFjodor Filippowitsch Konjuchow (* 1951)

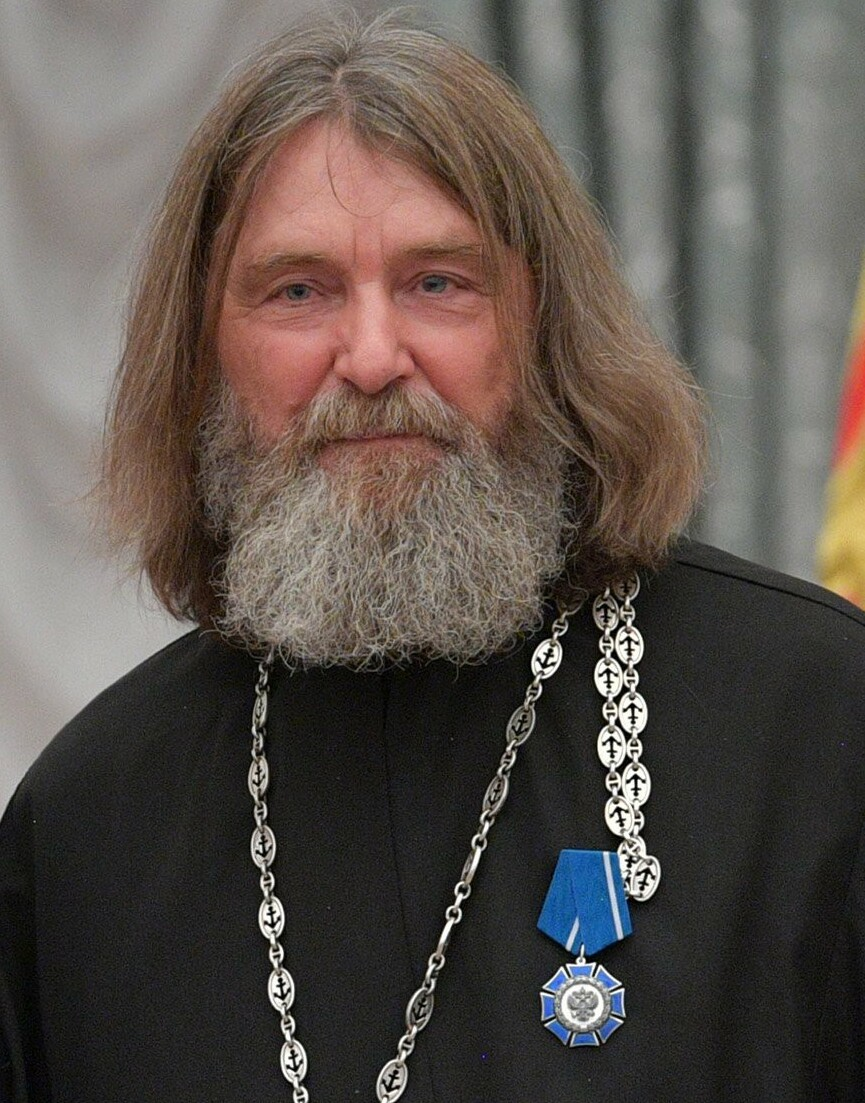
Fjodor Filippowitsch Konjuchow (* 1951)

- Konjuchow, Stanislaw (1937–2011), sowjetisch-ukrainischer Raketeningenieur und Hochschullehrer
- Konjufca, Glauk (* 1981), kosovarischer Politiker der Lëvizja Vetëvendosje
- Konjuh, Ana (* 1997), kroatische Tennisspielerin
- Konjus, Esfir Mironowna (1896–1964), russische bzw. sowjetische Kinderärztin, Hygienikerin und Hochschullehrerin
- Konjus, Georgi Eduardowitsch (1862–1933), russischer Komponist
- Konjus, Juli Eduardowitsch (1869–1942), russischer Geiger und Komponist
- Konjus, Lew Eduardowitsch (1871–1944), russischer Pianist, Musikpädagoge und Komponist
- Konjus, Sergei Juljewitsch (1902–1988), russischer Pianist und Komponist